# Andrij Dżełep
Andrij Jarosławowycz Dżełep (ukr. Андрій Ярославович Джелеп; ur. 23 stycznia 2000) – ukraiński zapaśnik startujący w stylu wolnym. Zajął dwudzieste miejsce na mistrzostwach świata w 2022. 
Srebrny medalista mistrzostw Europy w 2021 i brązowy w 2025. Mistrz Europy U-23 w 2023. Drugi na MŚ juniorów w 2019 i mistrz kadetów w 2016. Mistrz Europy kadetów w 2017; drugi w juniorach w 2018 roku.